# 玉觀彬
玉觀彬（1891年1月18日—1933年8月1日），法名慧觀，是韓國獨立運動活動人士、商人和佛教徒。

## 生平
1911年，他与尹致昊、梁起鐸等人一同被卷入105人事件，玉觀彬被关进西大門監獄，最终于1917年11月24日獲釋。  1918年至1923年期間，他是上海大韓僑民團成員，此時他也支持韓國独立运动，當時他還是三德洋行的買辦 。他曾是大韩民国临时政府新民會成员。後來他離開該組織。
1926年11月14日，玉观彬在上海尚贤堂听释太虚说法後決定受戒，並且起了個法名叫慧观。後來在佛教杂志《海潮音》面临停刊时玉观彬接管杂志並出任社长。玉观彬還打算出資重建高丽寺，後來作罷。
1928年，玉觀彬取得中国国籍，夫人也是中國人。他還在上海闸北創辦佛慈大药厂。
玉觀彬被指控於1933年7月22日至7月23日期间向日本军提供了价值约2万韩元的木材。 另一位韓國獨立運動活動人士金九也懷疑玉觀彬已與日本人合作。最終玉觀彬在上海法租界被南華韓人青年聯盟成員暗杀。